# روجر بانستر
السير روجر جيلبرت بانستر (Roger Gilbert Bannister)، مرتبة الإمبراطورية البريطانية (CBE) (ولد في 23 مارس 1929) هو لاعب رياضي إنجليزي سابق يشتهر بأنه أول عدّاء يقطع ميل في أقل من أربع دقائق. وأصبح بانستر اختصاصي في طب الأعصاب ورئيس كلية بيمبروك التابعة لجامعة أوكسفورد متميز، قبل تقاعده عام 1993.
وكان بانستر أول من حصل على جائزة الرجل الرياضي لهذا العام (Sportsman of the Year) من مجلة سبورتس إلاستريتيد (Sports Illustrated) في يناير عام 1955 (جائزة الرجل الرياضي لهذا العام 1954).

## وصلات خارجية
- روجر بانستر على موقع الاتحاد الدولي لألعاب القوى (الإنجليزية)
- روجر بانستر على موقع اللجنة الأولمبية الدولية (الإنجليزية)
- روجر بانستر على موقع أوليمبيديا (الإنجليزية)
- روجر بانستر على موقع اللجنة الأولمبية البريطانية (الإنجليزية)
- روجر بانستر على موقع اتحاد ألعاب الكومنولث (مؤرشف) (الإنجليزية)
- Newsreel Footage of Roger Bannister achieving the Four-Minute Mile
- Roger Bannister and the Four-Minute Mile نسخة محفوظة 28 مايو 2010 على موقع واي باك مشين., original reports from ذي تايمز.
- Sir Roger Bannister is Patron of the Multiple System Atrophy Trust.
- Freeman of London Borough of Harrow نسخة محفوظة 27 سبتمبر 2011 على موقع واي باك مشين.
- Documents relating to Bannister in the Queen Square Archive